# Diplura catharinensis
Diplura catharinensis är en spindelart som först beskrevs av Cândido Firmino de Mello-Leitão 1927.  
Diplura catharinensis ingår i släktet Diplura och familjen Dipluridae. Inga underarter finns listade i Catalogue of Life.